# Canton d'Arracourt
Le canton d'Arracourt est une ancienne division administrative française qui était située dans le département de Meurthe-et-Moselle et la région Lorraine.

## Géographie
Ce canton est organisé autour d'Arracourt dans l'arrondissement de Lunéville. Son altitude varie de 203 mètres à Bezange-la-Grande jusqu'à 335 mètres à Arracourt. L'altitude cantonale moyenne est de 239 mètres.

## Histoire
- Ce canton fut créé en 1790 au sein du district de Vic-sur-Seille. Il regroupait les communes d'Arracourt, Athienville, Bathelémont-lès-Bauzemont, Bezange-la-Grande, Bures, Juvrecourt, Réchicourt-la-Petite et Xanrey [1]. Lorsque ce district fut supprimé, le canton d'Arracourt fut absorbé par celui de Vic. Il faisait alors partie de l'arrondissement de Château-Salins.

- La guerre de 1870 le crée à nouveau: en effet, Arracourt, Athienville,  Bathelémont-lès-Bauzemont, Bezange-la-Grande,  Bures,  Coincourt,  Juvrecourt, Réchicourt-la-Petite et  Xures  restent française en 1871. Les deux autres communes du canton : Mouacourt et Parroy faisaient alors partie du canton de Lunéville-Sud.

- Le canton fut créé par la loi du 21 mars 1873.

- Il fut, à cause de cette formation, le plus petit des cantons historiques de Meurthe-et-Moselle
- Il a été supprimé par la réforme territoriale de 2014 qui a intégré ses communes au canton de Baccarat.

## Administration

### Conseillers d'arrondissement (de 1873 à 1940)
| Période                                  | Période | Identité                      | Étiquette   | Qualité |
| ---------------------------------------- | ------- | ----------------------------- | ----------- | --- |
| 1895                                     | 1898    | Vicomte Olivier Henri Molitor | Républicain | Propriétaire à Arracourt                                                                                    |
|                                          |         |                               |             | |
| 1907                                     |         | Gustave Collignon             |             | Maire d'Athienville                                                                                         |
| 1919                                     | 1931    | Joseph Pernet (1862-1930)     |             | Aubergiste, maire d'Arracourt                                                                               |
| 1931                                     | 1940    | Paul Collin                   | RG          | Cultivateur, maire d'Arracourt                                                                              |
| 1940                                     |         |                               |             | Les conseils d'arrondissement ont été suspendus par la loi du 12 octobre 1940 et n'ont jamais été réactivés |
| Les données manquantes sont à compléter. |         |                               |             | |

### Conseillers généraux de 1873 à 2015
| Période | Période      | Identité                                                         | Étiquette    | Qualité |
| ------- | ------------ | ---------------------------------------------------------------- | ------------ | --- |
| 1873    | 1897 (décès) | Comte Pierre Olivier Molitor (1831-1897)                         | Droite       | Rédacteur au Ministère des Affaires Etrangères, Nancy                                                             |
| 1897    | 1898         | Vicomte Raoul de Bourcier de Montureux                           | Droite       | Propriétaire à Arracourt                                                                                          |
| 1898    | 1919         | Vicomte Olivier Henri Molitor (1859-1921) (fils de P.de Molitor) | Républicain  | Propriétaire à Arracourt, conseiller d'arrondissement                                                             |
| 1919    | 1928         | Paul-Hilaire Dieudonné                                           |              | Vétérinaire à Einville-au-Jard                                                                                    |
| 1928    | 1934         | Jules Jollain                                                    | Conservateur | Agriculteur Maire de Bezange-la-Grande                                                                            |
| 1934    | 1940         | Émile Roucel                                                     | Rad.         | Vétérinaire à Einville-au-Jard                                                                                    |
|         |              |                                                                  |              | |
| 1943    | 1945         | Paul Collin (1875-1958)                                          | RG           | Cultivateur Conseiller d'arrondissement, maire d'Arracourt Nommé conseiller départemental en 1943                 |
| 1945    | 1973         | Émile Marchal (1905-1983)                                        | PRL puis RI  | Agriculteur à Bures                                                                                               |
| 1973    | 1998         | Jacques Marchal                                                  | RI puis UDF  | Agriculteur à Bures Maire de Bathelémont                                                                          |
| 1998    | 2004         | Gérard Husson                                                    | DVG          | Industriel à Loromontzey                                                                                          |
| 2004    | 2015         | Michel Marchal                                                   | DVD          | Agriculteur Maire de Bures Président de la Communauté de Communes du Sânon Elu en 2015 dans le Canton de Baccarat |

## Composition
Le canton d'Arracourt groupe 11 communes et compte 1 340 habitants (recensement de 1999 sans doubles comptes).
| Communes             | Population (2012) | Code postal | Code Insee |
| -------------------- | ----------------- | ----------- | ---------- |
| Arracourt            | 234               | 54370       | 54023      |
| Athienville          | 172               | 54370       | 54026      |
| Bathelémont          | 65                | 54370       | 54050      |
| Bezange-la-Grande    | 182               | 54370       | 54071      |
| Bures                | 51                | 54370       | 54106      |
| Coincourt            | 114               | 54370       | 54133      |
| Juvrecourt           | 54                | 54370       | 54285      |
| Mouacourt            | 76                | 54370       | 54388      |
| Parroy               | 198               | 54370       | 54418      |
| Réchicourt-la-Petite | 73                | 54370       | 54446      |
| Xures                | 121               | 54370       | 54601      |

## Démographie
| 1962  | 1968  | 1975  | 1982  | 1990  | 1999  | 2009  |
| ----- | ----- | ----- | ----- | ----- | ----- | ----- |
| 1 487 | 1 642 | 1 474 | 1 350 | 1 338 | 1 340 | 1 373 |